# Kurdenaufstand im Iran 1979–1983
Der Kurdenaufstand im Iran 1979–1983 war ein Aufstand der iranischen Kurden gegen die neue revolutionäre Regierung von Ayatollah Chomeini. Zum Aufstand kam es, nachdem die Hoffnungen der Kurden auf eine stärkere Autonomie und Selbstbestimmung nach der Islamischen Revolution im Februar 1979 enttäuscht wurden. Angeführt wurde der Aufstand von der Demokratischen Partei Kurdistan-Iran (DPK-I) und der Komalah. Kurdische Kämpfer, vor allem von der DPK-I, machten zunächst Gebietsgewinne in Mahabad und verdrängten vorübergehend iranische Truppen aus den Kurdengebieten, doch eine Großoffensive des Korps der Islamischen Revolutionsgarde und der iranischen Streitkräfte im Frühjahr 1980 brachte die iranischen Kurdengebiete wieder unter Kontrolle der Regierung. Nach dem Beginn des Iran-Irak-Kriegs im September 1980 erhielten die iranischen Kurden auch Unterstützung von Saddam Husseins Irakern, welche versuchten, das Nachbarland zu destabilisieren. Bis 1981 hatten die iranische Polizei und die Revolutionsgarde die kurdischen Kämpfer aus ihren Hochburgen vertrieben, aber kleine Guerillagruppen verübten weiterhin sporadische Angriffe. Die bewaffneten Zusammenstöße in der Region dauerten bis 1983 an.
Im Verlauf der Rebellion wurden etwa 10.000 Menschen getötet, darunter 1.200 kurdische politische Gefangene, die von der iranischen Regierung hingerichtet wurden. 200.000 Menschen wurden durch den Konflikt vertrieben. Nach der Ermordung des DPK-I Führers Abdul Rahman Ghassemlou durch den iranischen Geheimdienst in Wien kam es 1989 zu einem erneuten Aufflammen des Konflikts.

## Vorgeschichte
In den iranischen Kurdengebieten war es bereits 1946 und 1967 zu größeren Aufständen gekommen. Der letztere wurde von dem SAVAK niedergeschlagen. Da Schah Mohammad Reza Pahlavi ein Gegner einer größeren Autonomie der iranischen Kurden war, beteiligten sich viele Kurden an den Demonstrationen, die Anfang 1979 zum Sturz des Schahs und der Machtergreifung von Ayatollah Chomeini in Teheran führten. Der DPK-I Führer Abdul Rahman Ghassemlou wurde von der Teilnahme an der Expertenversammlung, die 1979 für die Ausarbeitung der neuen Verfassung zuständig war, ausgeschlossen, obwohl er gewählt worden war.
Da die neue Regierung nicht bereit war, den Minderheiten mehr Autonomie zu geben, kam es zu nationalistischen Unruhen und Demonstrationen in Kurdistan, aber auch im arabischen Chuzestan und im iranischen Belutschistan. Im März 1979 kündigte die DPK-I einen Acht-Punkte-Plan für die kurdische Unabhängigkeit an, der jedoch auf den Widerstand anderer kurdischer Führer wie Ahmad Moftizadeh stieß, der den vorgeschlagenen Militarismus und Separatismus missbilligte. Der Aufstand ist nicht als sezessionistisch anzusehen, da es vorwiegend um eine stärkere kulturelle und politische Autonomie ging, auch da die Kurdengebiete allein kaum überlebensfähig gewesen wären.

## Ablauf
Ab März 1979 kam es zu Ausschreitungen zwischen Kurden und Regierungstruppen in Sanandadsch, wobei 200 Menschen starben. Es fanden Verhandlungen mit der Regierung statt und als Zugeständnis an die Aufständischen setzte die iranische Regierung einen ethnischen Kurden als temporären Gouverneur der Provinz Kurdistan ein. Im April brachen erneut bewaffnete Auseinandersetzungen aus, zunächst zwischen kurdischen Kräften wie der DPK-I und Komala gegen die Kräfte der Revolutionsregierung, später aber auch zwischen kurdischen Militanten und aserbaidschanischen Gruppierungen aus der Region, darunter der Stamm der Karapapaken. Dies führte zum Tod von Hunderten von Azeris und Kurden. Im August 1979 überwältigten kurdische Stammesangehörige iranische Milizen in Paveh und nahmen die Stadt ein. Der Aufstand breitete sich schnell auf weitere Gebiete aus. Viele kurdische Führer tauchten unter, nachdem Chomeini ihre Verhaftung und Hinrichtung angeordnet hatte. Zu diesem Zeitpunkt schätzten iranische Zeitungen die Zahl der Todesopfer bereits auf 600.
Mitte August griffen die Revolutionsgarden Paveh aus dem Hinterhalt an und widersetzten sich damit dem Rat der Armee. Da sie auf den Kampf nicht vorbereitet waren, wurden sie von kurdischen Kämpfern überwältigt und eingekesselt. Nach dieser Niederlage erklärte Ayatollah Chomeini den Aufständischen den Dschihad und deklarierte Kurdenführer Ghassemlou zum Staatsfeind. Es folgte ein dreiwöchiger Feldzug zur Räumung der Rebellenhochburgen von Saqqez und Mahabad. Eine Woche nach dem gescheiterten Angriff auf Paveh wurde die Stadt nach dem Rückzug der Kurden von der Revolutionsgarde eingenommen. Dies markierte den Beginn der iranischen Gegenoffensive. Im September 1979 wurde die Stadt Mahabad bombardiert und von der iranischen Armee eingenommen. Die kurdischen Kämpfer zogen sich während der Angriffe in die Berge zurück und nahmen sechs Wochen später ihre Offensive wieder auf, kehrten nach Mahabad zurück und bekämpften die iranischen Truppen mit Molotowcocktails und Panzerfäusten. Ende November, während die iranische Regierung mit anderen Ereignissen im Lande wie der Geiselnahme in der amerikanischen Botschaft beschäftigt war, fielen weite Teile der Kurdengebiete wieder unter die Kontrolle der Rebellen.
In einer Rede am 17. Dezember sagte Chomeini, dass ethnische Minderheiten im Widerspruch zu den islamischen Lehren stünden und dass diejenigen, die gegen die Einheit der Muslime seien, Schuld an der Entstehung des Nationalismus innerhalb von Minderheitengruppen seien. Ende Januar, nach dem Amtsantritt von Präsident Banisadr, griffen Einheiten der Revolutionsgarde und regierungsnahe Kurden erfolglos Rebellen in der Region an, was zu einer Pattsituation führte, die bis zum Frühjahr andauerte. Im Mai 1980 kontrollierten die Kurden immer noch den größten Teil der Straßen und ländlichen Gebiete Kurdistans und hielten Mahabad als ihre Hauptstadt. Mahabad blieb weitere fünf Monate unter kurdischer Kontrolle, bis der iranisch-irakische Krieg auf das iranische Kurdistan übergriff. Nach der irakischen Invasion ordnete Präsident Banisadr einen Waffenstillstand an, doch die Revolutionsgarden ignorierten ihn und setzten ihren Feldzug gegen die Kurden fort. Die Situation wurde zusätzlich dadurch erschwert, dass die iranischen Kurden irakische Unterstützung für den Aufstand erhielten. Die Iraker schlossen im Juni 1980 ein Abkommen mit der DPK-I und lieferten an die Kurden Munition und Flugabwehrraketen.
Bis Ende 1981 konnten die Iraner allerdings die Iraker aus dem Land vertreiben und dadurch die Versorgungslinien der DPK-I abschneiden und die irakischen Waffenlieferungen stören. Dies schwächte die DPK-I entscheidend und sie musste sich infolgedessen zurückziehen und in den Untergrund gehen. Trotz der militärischen Niederlage der DPK-I hielten sich bewaffnete Überreste der Gruppe weiterhin im Nordirak auf und beteiligten sich an kleineren Aktionen gegen iranische Streitkräfte. Die Kämpfe zwischen den iranischen Streitkräften und den Kurden dauerten bis 1983 an, als die Regierung die Kontrolle über den größten Teil der Region zurückgewann.

## Nachwirkungen
Während die meisten militärischen und politischen Aktivitäten der DPK-I im Iran nach dem Aufstand von 1979 bis 1981 stark reduziert wurden, setzte sie ihre oppositionellen Aktivitäten in den 1980er Jahren fort. Ab 1985 kam es zu militärischen Auseinandersetzungen zwischen der DPK-I und der Komala im Nordirak, die zu Hunderten von Toten unter den beiden Rebellengruppen führten. 1989 nahm die DPK-I ihre militärischen Aktivitäten gegen die Regierung wieder auf. Nach einer politischen und militärischen Niederschlagung im Jahr 1996 verlagerte sich der Konflikt zwischen der DPK-I und der iranischen Regierung hauptsächlich auf die politische Opposition im Ausland. Der bewaffnete Aufstand wurde 2004 von der Partei für ein Freies Leben in Kurdistan, einer militanten Gruppe, die mit der  Arbeiterpartei Kurdistans und der Union der Gemeinschaften Kurdistans verbunden ist, wieder aufgenommen und führt zu einem anhaltenden Konflikt niedriger Intensität.
Bis in die 2020er Jahre kommt es in den iranischen Kurdengebieten immer wieder zu regierungsfeindlichen Protesten. Von der Regierung wird die kurdische Autonomiebewegung verfolgt und Aktivisten regelmäßig hingerichtet. Die iranische Regierung hat in den Kurdengebieten eine verstärkte militärische Präsenz etabliert und misstraut der örtlichen Bevölkerung.